# Selim Amallah
Selim Amallah (tiếng Ả Rập: سليم أملاح; sinh ngày 15 tháng 11 năm 1996) là một cầu thủ bóng đá chuyên nghiệp người Maroc hiện thi đấu ở vị trí tiền vệ cho câu lạc bộ Real Valladolid tại La Liga. SInh ra ở Bỉ, anh thi đấu cho cho Đội tuyển bóng đá quốc gia Maroc.

## Thống kê sự nghiệp

### Câu lạc bộ
Tính đến ngày 9 tháng 4 năm 2021.
| Club           | Season       | League                   | League | League | Cup  | Cup   | Europe | Europe | Other | Other | Total | Total |
| Club           | Season       | Division                 | Apps   | Goals  | Apps | Goals | Apps   | Goals  | Apps  | Goals | Apps  | Goals |
| -------------- | ------------ | ------------------------ | ------ | ------ | ---- | ----- | ------ | ------ | ----- | ----- | ----- | ----- |
| Mouscron       | 2017–18      | Belgian First Division A | 21     | 5      | 2    | 0     | –      | –      | 8     | 4     | 31    | 9     |
| Mouscron       | 2018–19      | Belgian First Division A | 19     | 3      | 1    | 0     | –      | –      | 4     | 2     | 24    | 5     |
| Mouscron       | Total        | Total                    | 40     | 8      | 3    | 0     | –      | –      | 12    | 6     | 55    | 14    |
| Standard Liège | 2019–20      | Belgian First Division A | 25     | 7      | 2    | 0     | 5      | 2      | –     | –     | 32    | 9     |
| Standard Liège | 2020–21      | Belgian First Division A | 23     | 8      | 2    | 1     | 6      | 4      | –     | –     | 31    | 13    |
| Standard Liège | Total        | Total                    | 48     | 15     | 4    | 1     | 11     | 6      | –     | –     | 63    | 22    |
| Career total   | Career total | Career total             | 88     | 23     | 7    | 1     | 11     | 6      | 12    | 6     | 118   | 36    |

1. 1 2  Appearances in Europa League play-offs
2. 1 2  Appearances in UEFA Europa League

### Quốc tế
Bàn thắng và kết quả của Maroc được để trước.
| # | Ngày                 | Địa điểm                                            | Đối thủ | Bàn thắng | Kết quả | Giải đấu                      |
| - | -------------------- | --------------------------------------------------- | ------- | --------- | ------- | ----------------------------- |
| 1 | 9 tháng 10 năm 2020  | Sân vận động Hoàng tử Moulay Abdellah, Rabat, Maroc | Sénégal | 1–0       | 3–1     | Giao hữu                      |
| 2 | 12 tháng 10 năm 2021 | Sân vận động Hoàng tử Moulay Abdellah, Rabat, Maroc | Guinée  | 2–1       | 4–1     | Vòng loại FIFA World Cup 2022 |
| 3 | 12 tháng 10 năm 2021 | Sân vận động Hoàng tử Moulay Abdellah, Rabat, Maroc | Guinée  | 3–1       | 4–1     | Vòng loại FIFA World Cup 2022 |
| 4 | 14 tháng 1 năm 2022  | Sân vận động Ahmadou Ahidjo, Yaoundé, Cameroon      | Comoros | 1–0       | 2–0     | CAN 2021                      |